# Kathryn Hughes
Kathryn Hughes (née en 1959) est une universitaire, journaliste et biographe britannique. 

## Biographie
Elle est diplômée de Lady Margaret Hall, à l'université d'Oxford et à l'Université d'East Anglia. Elle parle plus en détail de son doctorat en histoire de l'époque victorienne dans son premier livre, The Victorian Governess. Elle est la directrice de la non-fiction créative à l'Université d'East Anglia,.  
Le livre de Kathryn Hughes George Eliot: The Last Victorian reçoit le prix James Tait Black en 1999 pour la biographie, et sa biographie 2005 d'Isabella Beeton, The Short Life and Long Times of Mrs Beeton a reçu un accueil positif et été nommé pour le prix Samuel-Johnson. Dans le quotidien britannique The Independent, Frances Spalding écrit de la biographie : « Il n'y a apparemment aucun aspect de la vie victorienne que Kathryn Hughes ne puisse assimiler et comprendre de l'intérieur. C'est une histoire vivante, dans laquelle la recherche détaillée et l'érudition irréprochable sont traitées avec un panache revigorant ». 
Kathryn Hughes écrit et relit également des articles pour The Guardian, The Economist et The Times Literary Supplement. Elle présente plusieurs épisodes d'Open Book sur BBC Radio 4 et contribue au Saturday Review de la même chaîne,,. Elle est membre de la Royal Historical Society et de la Royal Society of Literature.